# Motion Picture Research Council
Der Motion Picture Research Council (MPRC) existierte von 1947 bis 1960 und war ein Laboratorium, dass im Studiosystem von Hollywood fokussiert für die beteiligten Studios technologische Forschungen und Entwicklungen betrieb.
Vor allem der Boom rund um den 3D-Film in den frühen 1950er Jahren bedeutete einen Aufschwung für die Arbeit des MPRC. Techniker des MPRC waren grundlegend an der Arbeit für den Film Bwana, der Teufel (1952) eingebunden, mit dem die Blütezeit des 3D-Kinos begann. Federführend in der Gründung und Finanzierung der MPRC war die Association of Motion Picture Producers (AMPP), die selbst wiederum von den großen Major-Studios ins Leben gerufen worden war.
Ziel der Arbeit der MPRC war vor allem die technologische Standardisierung bei der Filmproduktion. Diese Arbeit umfasste dabei unabhängige Produzenten, Kinobesitzer, Hersteller sowie die Filmstudios selbst. Die Anfänge und Vorläufer gehen zurück auf das Ende der 1920er Jahre, als es erste Bemühungen gab, die Produktion in technologischer Hinsicht zu vereinheitlichen. Die Gründung des MPRC fand im September 1947 statt, nachdem die AMPP und die Motion Picture Association of America sich im Jahr zuvor voneinander in jeglicher Hinsicht getrennt hatten. Der Vorstand des MPRC bestand aus den führenden Technikern der beteiligten Filmstudios, zu denen im ersten Jahr des Bestehens Columbia Pictures, Loew’s, Inc. (MGM), Paramount Pictures, RKO Pictures, Republic Pictures, 20th Century Fox, Universal Pictures und Warner Bros. gehörten. Y. Frank Freeman, Vice President bei Paramount und AMPP Vorstandsvorsitzender wurde zum Vorstandsvorsitzenden des MPRC ernannt. Wallace V. Wolfe wurde Präsident des MPRC.
Die Mitgliedschaft wurde später auch auf Unternehmen ausgeweitet, die nicht Mitglied der AMPP waren, beispielsweise Allied Artists, Hal Roach Studios, Samuel Goldwyn Pictures und Walt Disney Pictures.
Die Mitgliedschaft war für die Studios kostenpflichtig; im ersten Jahr verfügte das Unternehmen über ein operatives Budget von 150.000 US-Dollar.
Die Mitarbeiter des MPRC veröffentlichten über ihre Arbeit in verschiedenen einschlägigen Publikationsorganen, außerdem wurden Produzenten und andere Interessenten regelmäßig mit Informationen versorgt. In den 1950er Jahren war der Council an der Entwicklung von 3D-Filmtechnologie beteiligt.
Bei der Oscarverleihung 1958 erhielt die MPRC einen Scientific and Technical Academy Award of Merit.
Die Schließung des MPRC im Jahr 1960 fiel in die Zeit, in der sich auch das klassische Studiosystems Hollywoods auflöste. Das Ende des Councils bezeichnet Dawn Fratini als „Verlust eines hochgradig fokussierten und effizienten technologischen Zentrums, das mit der allgemeinen Zersplitterung der Kompetenzen zusammenfällt, die das Ende des klassischen Hollywood-Studio-Systems bedeutet“.